# ミス・ユニバース1985
ミス・ユニバース1985（Miss Universe 1985、第34回ミス・ユニバース世界大会）は1985年7月15日にアメリカ合衆国フロリダ州マイアミのジェームズ・L・ナイト・コンベンション・センターで開催された。大会では79か国の代表が競った。プエルトリコのデボラ・カーシー＝デューが優勝し、スウェーデンのイボンヌ・ライディングから栄冠を授けられた。日本からは古沢初美が出場した。

## 最終結果

### 入賞者
| 最終結果             | 参加者 |
| -------------------- | --- |
| ミス・ユニバース1985 | - プエルトリコ - デボラ・カーシー＝デュー（Deborah Carthy-Deu） |
| 第2位                | - スペイン - テレサ・サンチェス・ロペス（Teresa Sánchez López） |
| 第3位                | - ザイール - カヨンガ・ムレカ（Kayonga Mureka） |
| 第4位                | - ベネズエラ - シルビア・マルティネス（Silvia Martínez） |
| 第5位                | - ウルグアイ - アンドレア・ロペス（Andrea López） |
| トップ10             | - ブラジル - マルシア・デ・オリベイラ - カナダ - カレン・ティリー - チリ - クラウディア・ファン・シント - アイルランド - オリビア・トレイシー - アメリカ - ローラ・ハリング |

## 特別賞
- グアム - ミス・アミティー（ルーシー・モンティノラ）
- オランダ - ミス・フォトジェニック（ブリギッテ・ベルグマン）
- コロンビア - ベスト・ナショナル・コスチューム（サンドラ・カルダス）

## 開催都市
1984年10月、新たに拡張されたカナダのアルバータ州エドモントンのウェスト・エドモントン・モールのオーナーがそこでミス・ユニバース1985の世界大会を開催することに興味を示した。これは前年、同じカナダのアルバータ州のカルガリーがミス・ユニバース1984の世界大会招致に失敗したことを埋め合わせるものであった。
大会主催者は2年連続でフロリダ州マイアミで大会を開くことを選んだ。ミス・ユニバース社のジョージ・ゴンチャー社長は、200万ドルの費用がかかる大会のための地元の支援が欠けていると失望を表明した。

## ミス・南アフリカの議論
1985年4月、マイアミ市は南アフリカのアパルトヘイト政策に抗議するデモが懸念されるため、同国は大会に代表を送るべきではないとミス・ユニバース機構が主張していると要請を行なった。5月の中頃、南アフリカは身に危険が及ぶ恐れがあるため、ミス・南アフリカのアンドレア・ステルザーを大会に送らないことを発表した。南アフリカの大会不参加は1975年以来初めてであり、同国は1995年まで大会に戻って来なかった。アンドレア・ステルザーは南アフリカとドイツのハーフで、ミス・ユニバース1989の世界大会にはミス・ドイツとして参加し、セミファイナルに進出した。